# Nesothamnus
Nesothamnus je monotipski biljni rod iz porodice glavočika. Jedina vrsta je N. incanus, endem sa otoka Guadalupe

## Sinonimi
- Perityle incana A.Gray in Proc. Amer. Acad. Arts 11: 78 (1876)